# Cantón Pasaje
El cantón Pasaje es una entidad territorial subnacional ecuatoriana, de la Provincia de El Oro. Se ubica en la Región Costa. Su cabecera cantonal es la ciudad de Pasaje, lugar donde se agrupa gran parte de su población total.

## Historia
En el año 1758, el gobernador de Machala, el Indio Ambrosio Gomal con un grupo de indios gestionó ante el gobierno de Guayaquil la defensa del sitio PASAJE ante la arremetida de varios “rematadores” de tierras. El juez de Tierras de aquellos tiempos Cap. Antonio de Argote, cedió las tierras a los indios de Machala pero con la condición de que en dos años y medio forme un pueblo, caso contrario retornaría a ser de su Majestad.
Los primeros pobladores se asentaron en los terrenos de los que hoy es Guaboplaya o Mollopongo y se sabe que existía una vía que descendiendo del altiplano llegaba hasta la hacienda “Chaguana” y que hasta esta principal vía llegaba un camino real desde Pucará pasando por terrenos de un señor Núñez y un sitio denominado LAS NIEVES, de aquí se deriva la denominación “Pasaje de las Nieves”.
Esta población fue fundada por 1760, tuvo que afrontar las inclemencias del clima y las dificultades de conectarse con Machala debido a las constantes crecientes del río Jubones – en quechua- “Devorador de hombres” , por lo que se vieron obligados a trasladarse a otro lugar, llegando hasta Uzhcaplaya en el margen izquierdo por el año 1780 permaneciendo hasta 1800 cuando los habitantes en número aproximado de 100 ante las facilidades del trabajo y cansados de los inesperado azotes del caudaloso río, buscaron un nuevo asentamiento en lo que hoy es nuestro cantón. Narra la historia que corría el año 1822 cuando don Gabino Serrano, bisabuelo de Andrés Corsino García, tuvo la suerte de hospedar en su casa al mariscal Antonio José de Sucre, cuando avanzaba con las tropas libertadoras, que sellaría la independencia en la victoria del Pichincha el 24 de mayo del mismo año.
Con la ley de división territorial en 1824, se erige a Machala la categoría de cantón, quedando Pasaje como parroquia machaleña; en tanto que la inmigración hacia ella, de gente de Cuenca, Loja y Zaruma, atraídos por la fertilidad de su tierra y notable progreso, crecía aceleradamente.[cita requerida]
Desde 1890 comienza a germinar la idea independentista en busca de la libertad política y económica mediante la cantonización. Siendo presidente del Ecuador el Dr. Luis Cordero, quien había negado el decreto de cantonización de Pasaje, por resentimientos por la falta de apoyo en los comicios en los que resultó presidente. Se destaca la actuación Cívica del sacerdote Dr. José Ochoa León, quien era diputado por El Oro en ese año y quien hizo posible la cantonización de Pasaje. El Dr. José Ochoa León participó de forma patriótica en la consigna de la cantonización de Pasaje en 1894, quien era amigo personal del Presidente Cordero.[cita requerida]

## Organización territorial
La ciudad y el cantón Pasaje, al igual que las demás localidades ecuatorianas; se rige por una municipalidad según lo estipulado en la Constitución Política Nacional. La Municipalidad de Pasaje es una entidad de gobierno seccional que administra el cantón de forma autónoma al gobierno central. La municipalidad está organizada por la separación de poderes de carácter ejecutivo representado por el alcalde, y otro de carácter legislativo conformado por los miembros del concejo cantonal. El Alcalde es la máxima autoridad administrativa y política del Cantón Pasaje. Es la cabeza del cabildo y representante del Municipio.
El cantón se divide en parroquias que pueden ser urbanas o rurales y son representadas por las Juntas Parroquiales ante el Municipio de Pasaje.
Parroquias Urbanas
- Ochoa León
- Bolívar
- Loma de Franco
- Tres Cerritos

Parroquias Rurales
- Buenavista
- Cañaquemada
- La Peaña
- Uzhcurrumi
- El Progreso
- Casacay